# マルコス・アンドレ・デ・ソウザ・メンドンサ
マルコス・アンドレ・デ・ソウザ・メンドンサ（Marcos André de Sousa Mendonça、1996年10月20日 - ）は、ブラジル・マラニョン州サン・ルイス出身のサッカー選手。レアル・バリャドリード所属。ポジションはフォワード。

## クラブ経歴
ブラジルのマラニョン州サン・ルイスに生まれ、2015年にスペインへと渡り、トライアルを経てセルタ・デ・ビーゴBに加入した。2015-16シーズンはSDオルデネスへ、2016-17シーズンから2018-19シーズンはセグンダ・ディビシオンBのUDログロニェスへ貸し出され、後者のログロニェスでは2017-18シーズンと2018-19シーズンにリーグ戦2桁ゴールを挙げ、結果を残した 。
2019年7月23日、レアル・バリャドリードと4年契約を交わしたが、登録はBチームとなった。Bチーム登録後すぐに当時セグンダ・ディビシオンに在籍していたCDミランデスに1シーズンの契約でレンタル移籍をした。ミランデスではレギュラーとして活躍し、リーグ戦38試合12ゴールを記録した。
レンタルバック後の2020-21シーズン開幕前にトップチーム昇格が決まり、同年10月3日のSDエイバル戦でラ・リーガデビューを果たした。
2021年8月25日、バレンシアCFと5年契約を結んだ。
2シーズンをバレンシアで過ごした後の2023年8月29日、古巣レアル・バリャドリードへ復帰し、5年契約を交わした。